# Скоблино
Скоблино — село в Юргамышском районе Курганской области. Административный центр Скоблинского сельсовета.

## История
До 1917 года в составе Таловской волости Челябинского уезда Оренбургской губернии. По данным на 1926 год состояло из 371 хозяйства. В административном отношении являлось центром Скоблинского сельсовета Юргамышского района Курганского округа Уральской области.

## Население
| 1989 | 2002 | 2010 |
| ---- | ---- | ---- |
| 543  | ↗596 | ↘416 |

По данным переписи 1926 года в селе проживало 1653 человека (757 мужчин и 896 женщин), в том числе: русские составляли 100 % населения.